# Marble Arch (Metropolitano de Londres)
Marble Arch é uma estação do Metrô de Londres na Cidade de Westminster. A estação fica entre as estações Lancaster Gate e Bond Street na Central line, e fica na Zona 1 do Travelcard.

## História
A estação foi inaugurada em 30 de julho de 1900 pela Central London Railway (CLR).
Como todas as estações originais da CLR, Marble Arch era servida por elevadores para as plataformas, mas a estação foi reconstruída no início da década de 1930 para acomodar escadas rolantes. Isso viu o fechamento do prédio original da estação, projetado pelo arquiteto Harry Bell Measures, que estava situado na esquina da Quebec Street e da Oxford Street, e uma bilheteria subterrânea de substituição foi aberta mais a oeste. Os novos arranjos entraram em uso em 15 de agosto de 1932. O edifício de superfície original foi posteriormente demolido.
As plataformas, originalmente revestidas com azulejos brancos lisos, foram reequipadas com painéis decorativos de esmalte vítreo em 1985. Os gráficos do painel foram desenhados por Annabel Grey.
A estação foi modernizada em 2010, resultando em novos acabamentos em todas as áreas da estação, além da retenção de muitos dos painéis decorativos esmaltados ao nível da plataforma.

## A estação hoje
A estação tem o nome do Marble Arch nas proximidades e está localizada no lado nordeste da junção do Marble Arch, no extremo oeste da Oxford Street.
Há um desvio a oeste da estação permitindo que os trens de Epping, Hainault e Woodford terminem aqui. Não é comumente usado, mas ainda é mantido para emergências e quando ocorrem obras de engenharia.

## Incidentes
Em 27 de abril de 2018, um homem de 90 anos, Robert Malpas, foi subitamente e sem aviso empurrado para os trilhos do trem, sofrendo uma fratura na bacia e um ferimento na cabeça. Um espectador o resgatou dos trilhos, e o autor - que era desconhecido para Malpas - mais tarde foi considerado culpado de tentativa de homicídio e condenado à prisão perpétua. O incidente foi capturado em CCTV.

## Conexões
As linhas de ônibus de Londres 2, 6, 13, 16, 23, 30, 36, 74, 94, 98, 137, 148, 159, 189, 274, 390 e 414 servem a estação.

## Galeria

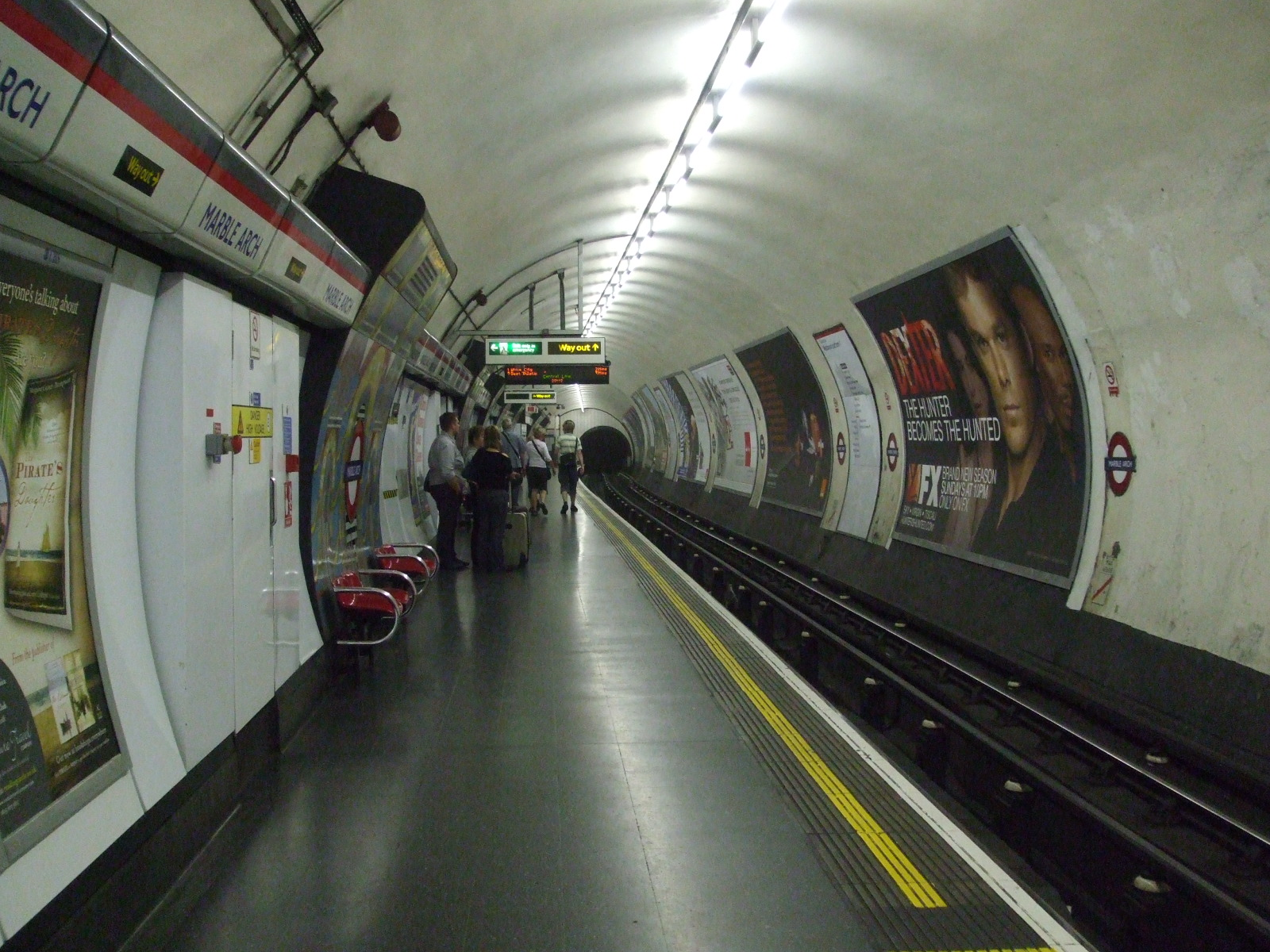
Plataforma oeste
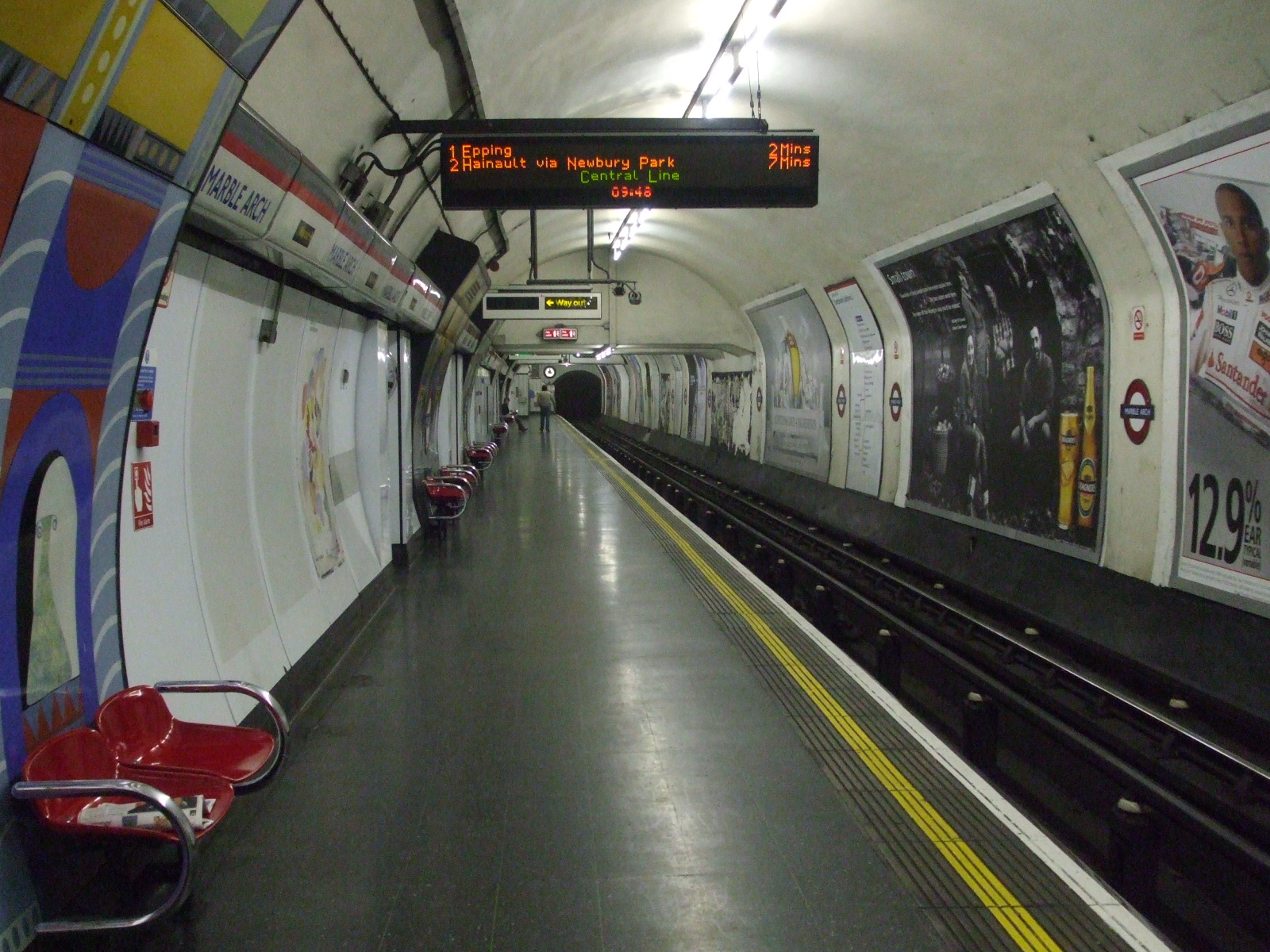
plataforma no sentido leste
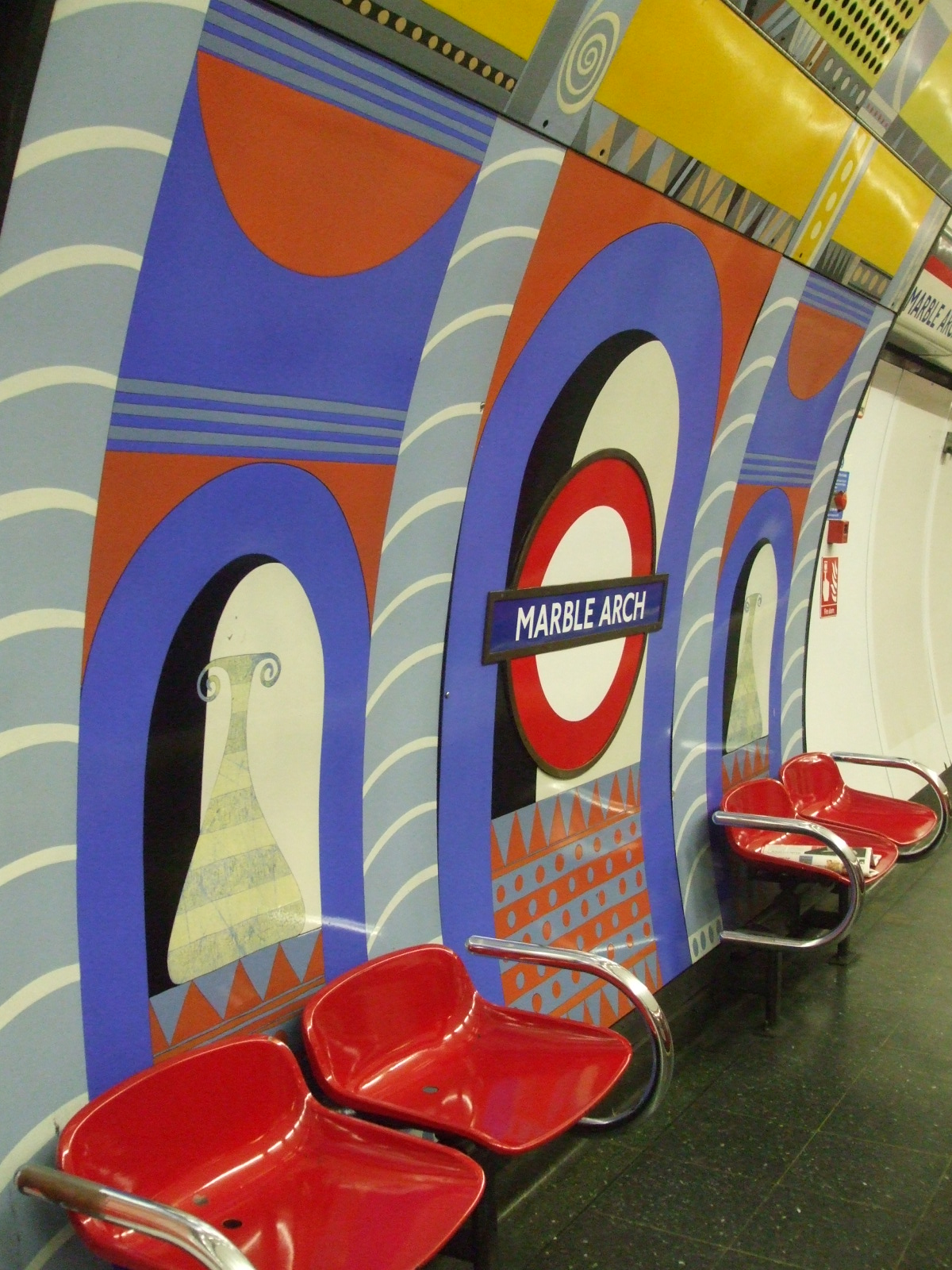
Decoração na plataforma leste
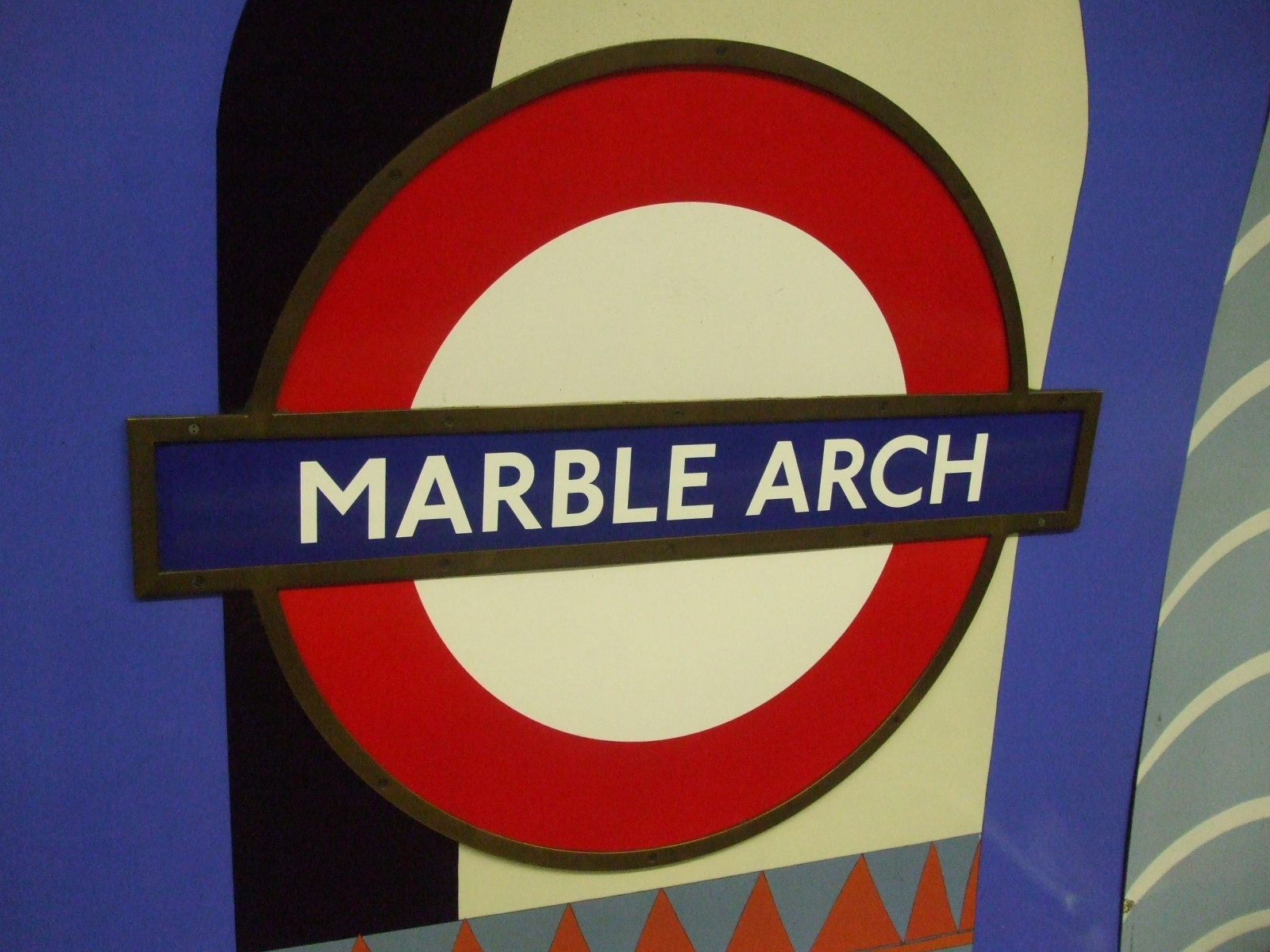
Roundel na plataforma
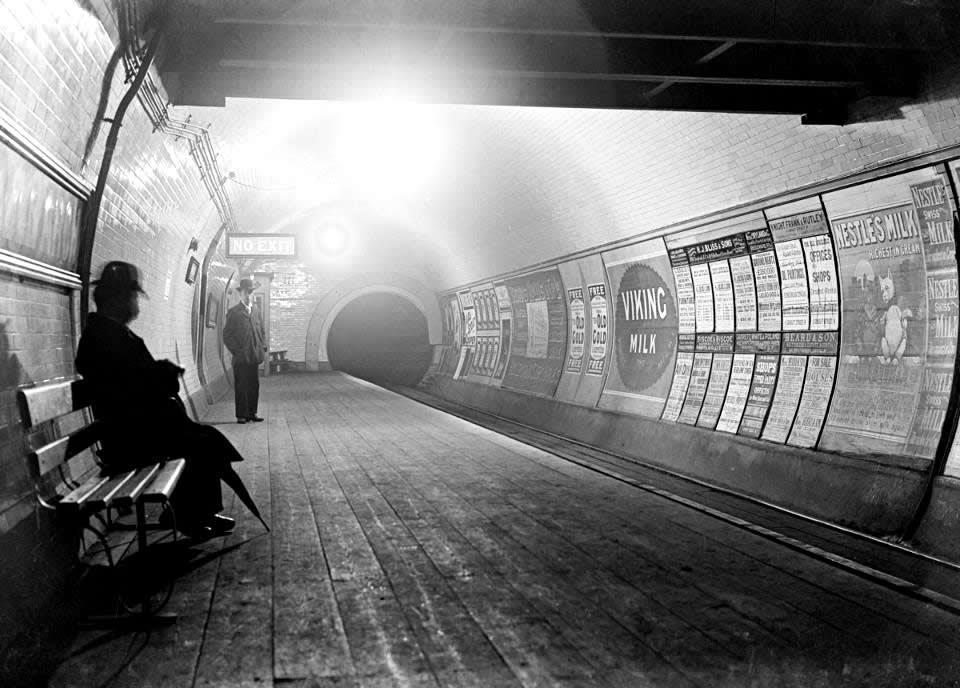
Plataforma Eastbound logo após a abertura em 1900 - placa acima do homem no banco diz "(Marb)le Arch"